# Aron (Loire)
De Aron is een 105 km lange rivier die loopt door het centrum van Frankrijk. Het is een zijrivier van de Loire.

## De weg
Aron begint in de gemeente Crux-la-Ville ongeveer 35 km noordoostelijk van Nevers. Hij stroomt in zuidelijke richting door de steden Châtillon-en-Bazois en Cercy-la-Tour, en mondt daarna uit in de Loire.